# 下岐川駅
下岐川駅（ハギチョンえき、朝鮮語: 하기천역）は、朝鮮民主主義人民共和国咸鏡南道栄光郡にある駅で、長津線に属する。 

## 隣の駅
長津線
龍水駅 - 下岐川駅 - 三巨駅